# Phaonia tenebriona
Phaonia tenebriona är en tvåvingeart som beskrevs av Huckett 1965. Phaonia tenebriona ingår i släktet Phaonia och familjen husflugor. Inga underarter finns listade i Catalogue of Life.